# Куль-Оба (бывшее село)
Куль-Оба́ (укр. Куль-Оба, крымскотат. Kül Oba, Куль Оба) — исчезнувшее село в Красногвардейском районе Республики Крым, располагавшееся на востоке района, в степной части Крыма, на правом берегу Салгира, в нижнем течении, на территории северной части современного села Новодолинка.

## История
Первое документальное упоминание села встречается в Камеральном Описании Крыма… 1784 года, судя по которому, в последний период Крымского ханства Кулиоба входила в Карасубазарский кадылык Карасубазарского каймаканства. После присоединения Крыма к России (8) 19 апреля 1783 года, (8) 19 февраля 1784 года, именным указом Екатерины II сенату, на территории бывшего Крымского Ханства была образована Таврическая область и деревня была приписана к Перекопскому уезду. После Павловских реформ, с 1796 по 1802 год, входила в Акмечетский уезд Новороссийской губернии. По новому административному делению, после создания 8 (20) октября 1802 года Таврической губернии, Куль-Оба был включён в состав Табулдынской волости Симферопольского уезда.
По Ведомости о всех селениях в Симферопольском уезде состоящих с показанием в которой волости сколько числом дворов и душ… от 9 октября 1805 года в деревне Куль-Оба числилось 30 дворов и 225 жителей, исключительно крымских татар. На военно-топографической карте генерал-майора Мухина 1817 года деревня Куль-Оба также обозначена как Кулуба с 31 двором. После реформы волостного деления 1829 года деревню Кулуба, согласно «Ведомости о казённых волостях Таврической губернии 1829 года», отнесли к Айтуганской волости (преобразованной из Табулдынской).. Видимо, вследствие эмиграции татар в Турцию, Куль-Оба заметно опустела и на карте 1836 года в деревне 7 дворов, а на карте 1842 года обозначена условным знаком «малая деревня», то есть, менее 5 дворов.
В «Списке населённых мест… 1864 года» Куль-Оба не упоминается. На карте 1865 года Куль-Оба (или Кулуба) ещё обозначена, а на карте, с корректурой 1876 года, её уже нет, как и в «Памятной книге Таврической губернии 1889 года». Видимо, в конце XIX века село возродили, так как, согласно «…Памятной книжке Таврической губернии на 1892 год», в деревне Куль-Оба Табулдинской волости, входившей в Айтуганское сельское общество, числилось 34 жителя в 4 домохозяйствах, все безземельные. В «…Памятной книжке Таврической губернии на 1900 год» Куль-Оба уже не фигурирует и далее в доступных источниках не встречается.